# 오쿠누기촌
오쿠누기촌(大椚村)은 사이타마현의 서부 지치부군에 속했던 촌이다.

## 역사
- 1889년 4월 1일 - 정촌제 시행에 의해 지치부군 오쿠누기촌이 성립하였다.
- 1955년 2월 11일 - 히키군 묘카쿠촌, 다이라촌과 합병해, 히키군 도키가와촌이 되었다.

## 관련문헌
- 「椚平村」『新編武蔵風土記稿』 巻ノ247秩父郡ノ3、内務省地理局、1884年6月。NDLJP:764013/38。
- 「大野村」『新編武蔵風土記稿』 巻ノ247秩父郡ノ3、内務省地理局、1884年6月。NDLJP:764013/39。